# ديانا مقلد
ديانا مقلد (مواليد 11 تشرين الأول 1969 - )؛ هي صحفية لبنانية مخرجة أفلام وثائقية، تكتب في الشؤون اللبنانية والإقليمية في عدد من الجرائد العربية. لديها أكثر من 50 ساعة من الأعمال الوثائقية التي تتناول قضايا اجتماعية وسياسية في منطقة الشرق الأوسط وقضايا المرأة والأقليات والقصص الإنسانية.

## عملها
بعد تخرجها من الجامعة اللبنانية، بدأت ديانا حياتها المهنية كمراسلة لتلفزيون المستقبل عام 1993. وفي 1999 بدأت العمل على سلسلة من الأفلام الوثائقية بعنوان بالعين المجردة، كما غطّت عدة حروب وصراعات لتلفزيون المستقبل، أهمها عام 1993 و1996 (لبنان) و2001 (أفغانستان) و2003 (العراق). ومن أبرز أفلامها:
- نساء طالبان (1999)
- النساء في إيران (1999)
- جرائم الشرف في الأردن (2000)
- نجوم الأغاني الشعبية الجدد في العالم العربي (2004)
- جدران اليمن (2012)
- زوار بيت الجمع: علويو تركيا (2013)

عام 2010 تولت ديانا مقلد موقع تلفزيون المستقبل وشبكات الإعلام الاجتماعي الخاصة به. كذلك عملت مديرة لقسم البرامج والإنتاج في تلفزيون المستقبل بدءًا من العام 2007، وكتبت في الشؤون السياسية والاجتماعية واللبنانية في جريدة الشرق الأوسط. وفي عام 2017 ساهمت في تأسيس موقع درج، وهو منصة مستقلة تتميز بالجرأة وطرح القضايا الإشكالية والتي يندر الكلام عنها في المنطقة العربية.

## وصلات خارجية
- صفحتها في موقع يوتيوب وفيها عدة أفلام لها.